# Nolana onoana
Nolana onoana är en potatisväxtart som beskrevs av Michael O. Dillon och M.Nakaz. Nolana onoana ingår i släktet cymbalblommor, och familjen potatisväxter. Inga underarter finns listade i Catalogue of Life.